# سنجاب بربري
السنجاب البربري أو جُلْهُم الأطلس (الاسم العلمي: Atlantoxerus getulus) يعتبر النوع الوحيد للجنس سنجاب الأرض الأطلسي (Atlantoxerus). وهذا الحيوان الثدي ينتمي إلى القوارض من فصيلة السنجابيات.
فهو سنجاب أرضي يمكن التعرف عليه بسهولة بسبب أذنيه الصغيرتين جدا وفروته ذهبية اللون كرمال الصحراء والخطوط السوداء على ظهره طولا مع خطوط بيضاء في الطول أيضا.

## التسميات
- الاسم العلمي: Atlantoxerus getulus
- الاسم الرسمي: السنجاب البربري
- الأسماء الأخرى: السنجاب المغاربي - سنجاب الأطلس - سنجاب الأرض الشمال إفريقي - السنجاب الأمازيغي.
- الأسماء المحلية: في المملكة المغربية يطلق عليه سكان جبال الأطلس (بالأمازيغية) اسم «أنزيض»، مؤنثه «تانزيضت». كما يطلق عليه اسم «أبڤور»، أما في منطقة «تازا» فيسمونه «شفشن». في منطقة القبائل (الجزائر) يقال أن اسمه «شبيرذو» (بالأمازيغية).
- الأسماء الأجنبية: بالفرنسية «السنجاب البربري» أو «سنجاب قيتول» وبالإنكليزية «السنجاب الأرضي البربري» وبالروسية «السنجاب المغاربي» وبالألمانية "سنجاب الأطلس [الألمانية]" وبالصينية «سنجاب الأراضي الجافة».

## السلوك
السنجاب البربري من القوارض يمتاز بخفة كبيرة جدا. رغم أنه أرضي أحيانا يتسلق الأعالي لمراقبة ما يجري حوله. يعيش في مجموعات (15 أو 20) ويتجمّعون عند النوم في جحورهم بين الصخور. يقال أنه حيوان نهاري لكن يظهر وقت الغروب أو الشروق ليتفادى الحرارة المرتفعة في النهار. حسب بعض الدراسات يفضّل الجو الذي تتراوح فيه درجات الحرارة بين 18° و25°.
يعتبر السنجاب البربري حيوانا قابلا لأن يكون أليفا.

## الحجم والوزن
يبلغ طول السنجاب البربري من 20 سم إلى 25 سم بدون الذنب الذي يصل طوله إلى 15 سم أو 20 سم. أما وزن السنجاب البربري (الفرد البالغ) فيتراوح بين 200 و300غ.

## التغذية
نظام السنجاب البربري في الأكل عاشب أساسا لكن أحيانا آكل لكل شيء. يتكوّن غذاؤه أساسا من النباتات: البذور (مثل بذور دوار الشمس) والثمار الجافة (مثل البلوط، البندق، الجوز، اللوز...) إضافة إلى الفواكه (مثل التفاح، الخوخ، التمر...) والخضر (مثل الجزر، البطاطا، البسباس...). كما يمكنه تناول بعض الحشرات (مثل جراد) والرخويات الأرضية والسحليات الصغيرة والطيور الصغيرة وبيضها. في المملكة المغربية يعرف عنه أنه يفضّل أكل ثمار شجرة الأركان المحلية وثمار اللوز.

## مدة الحياة
يمكن للسنجاب البربري أن يعيش من 6 إلى 7 سنوات في الحجز مقابل 3 إلى 4 سنوات حرا في الطبيعة. مدة حياته القصيرة نسبيا راجعة إلى كثرة الحيوانات التي تفترسه منها مثلا: الثعلب، الصقر، النسر، العقاب، الغراب، القط البري.

## التكاثر
يبدأ تكاثر السنجاب البربري في أعالي الجبال صيفا في حين يبدأ في المناطق الأخرى ربيعا لكن حسب دراسة لأفراد تعيش في جزر الكناري التابعة لـإسبانيا يبدأ التكاثر في شهر فبراير. يدوم الحمل على الأقل 14 يوما وتضع الأنثى بين 4 و9 صغار. عند الولادة يبلغ طولها 5 أو 6 سم ووزنها 6.5 أو 9 غ. تبدأ بالخروج من العش في الأسبوع الخامس أو السادس وتنتهي الرضاعة في الأسبوع السابع.

## التوزيع الجغرافي
حسب «الاتحاد العالمي للحفاظ على الطبيعة» (الاتحاد الدولي لحفظ الطبيعة) فإن السنجاب البربري لا يعيش إلا في المغرب والجزائر وجزر الكناري التابعة لـإسبانيا حيث أدخل الإنسان سنة 1965 مجموعة أفراد (من المغرب) في جزيرة «فويرتي بنتورا» (جزر الكناري) ومنها انتشرت بكثرة في الطبيعة. لكن لا تزال هناك مجموعات طبيعية تعيش بوفرة مركّزة خاصة في منطقة جبال الأطلس بالمملكة المغربية. هناك معلومات غير مؤكدة عن تواجدة في كل من تونس والمنطقة المحاذية لها في الجزائر وكذلك في ليبيا.[بحاجة لمصدر]

## الحماية القانونية
السنجاب البربري محمي في الجزائر بموجب المرسوم رقم 83-509 الصادر بتاريخ 20 أوت 1983 والمتضمن «الأنواع الحيوانية غير الأليفة المحمية» (قائمة غير حصرية) حيث ذكر السنجاب البربري في قائمة هذه الحيوانات المحمية واعتبر أن «المحافظة عليها على حالتها الطبيعية وتكاثرها من المصلحة الوطنية» (المادة 1). كما أدمج السنجاب البربري ضمن الحيوانات التي لها أهمية علمية وثقافية خاصة أو التي تلعب دورا في التوازن الطبيعي أو المهددة بالانقراض (المادة 2). نستطيع الاستنتاج من المادة 5 -بمفهومها العكسي- أنه لا يمكن صيد أو القبض على السنجاب البربري إلا بترخيص وزاري استثنائي ! بالتالي يعاقب القانون كل شخص يتعرض للسنجاب البربري بالقتل أو الصيد أو الاتجار به ببيعه أو شرائه أو نقله داخل أو خارج حدود الوطن بدون ترخيص رسمي من السلطات المختصة.

يصنف «الاتحاد العالمي للحفاظ على الطبيعة» (IUCN) السنجاب البربري في «القائمة الحمراء للأنواع المهددة بالانقراض» ضمن صنف الأنواع «ذات الوضعية الأقل انشغالا» (LC) أي أنه «لا توجد أخطار واضحة على هذا النوع» وهو الصنف الذي يضم الكثير من الأنواع الحيوانية أو النباتية التي لا يعرف لها تهديد واضح لكن هذا لا يعني أنه لا توجد أي أخطار تهدد السنجاب البربري لكنها إن وجدت فهي غير معروفة بما فيه الكفاية ولم تنتشر دراسات محلية أو مقالات علمية حولها.
كما يجدر بسلطات الدول التي تحمي السنجاب البربري وتراقب استغلاله على مستواها الوطني أن تطلب ادماجه في الملحق III من اتفاقية واشنطون –الاتفاقية المتعلقة بالتجارة الدولية بالأنواع الحيوانية أو النباتية غير الأليفة المهددة بالانقراض «سايتس»(CITES) 1973- وفقا لما تنص عليه المادة 2 فقرة 3 منها.